# Vital (album)
Vital è un doppio album live dei Van der Graaf Generator, registrato il 16 gennaio 1978 al Marquee Club di Londra e pubblicato nel luglio dello stesso anno.

## Tracce

### Disco 1
1. "Ship of Fools"(Hammill) – 6:43
2. "Still Life" (Hammill)– 9:42
3. "Last Frame"(Hammill) – 9:02
4. "Mirror Images" (Hammill)– 5:50
5. "Medley: A Plague of Lighthouse Keepers/Sleepwalkers"(Hammill) – 13:41

### Disco 2
1. "Pioneers over c"(Hammill, Jackson) – 17:00
2. "Sci-Finance" (Hammill)– 6:16
3. "Door"(Hammill) – 6:00
4. "Urban/Killer/Urban"(Hammill) – 8:20
5. "Nadir's Big Chance" (Hammill)– 7:00

## Formazione
- Peter Hammill - voce, pianoforte, chitarra
- Guy Evans - batteria
- Nic Potter - basso
- David Jackson - sassofono, flauto
- Charles Dickie - violoncello
- Graham Smith - violino